# 製麺技能士
製麺技能士（せいめんぎのうし）とは、国家資格である技能検定制度の一種で、都道府県知事（問題作成等は中央職業能力開発協会、試験の実施等は都道府県職業能力開発協会）が実施する、製麺に関する学科及び実技試験に合格した者をいう。
なお職業能力開発促進法により、製麺技能士資格を持っていないものが製麺技能士と称することは禁じられている。単一等級合格者は職業訓練指導員 (麺科)の試験の実技試験と学科試験の関連学科が免除される。

## 区分
製麺の中で手延べそうめん類製造作業、機械生麺製造作業、機械乾麺製造作業に分かれる。

## 級別
手延べそうめん類製造作業、機械生麺製造作業、機械乾麺製造作業ともに単一等級のみである。

## 実技作業試験内容

### 製麺(手延べそうめん類製造作業)
- 単一等級

1. 与えられた麺帯で油返し、細目、こなし作業を行い、各工程ごとに指定された太さに成形し、歩留りを計測する。試験時間＝40分。
2. 与えられた麺紐で小引き、室箱、門干し作業を行い、指定された太さに成形し、歩留りを計測する。試験時間＝1時間40分

### 製麺(機械乾麺製造作業)
- 単一等級
  - 要素試験：圧延切り出し機のロール操作、塩水の調製、原料粉の判定、麺帯の加水率の判定、切刃番号の判定、麺の水分測定等について行う。試験時間＝54分
  - ペーパーテスト：与えられた製造条件下における使用機の選定、ゆで時間短縮に有効な方法、乾燥時に麺線の裾が湾曲する原因、食塩の効果及び乾燥と食塩含有量との関係、品質管理上のポイント等について行う。試験時間＝1時間